# Kh
Kh es un dígrafo compuesto de k y h y usado principalmente en inglés y francés para la representación fonética de la fricativa velar sorda [x], es decir, la j castellana.

## Transliteraciones

### Alfabeto árabe
Es la forma común de romanización de la escritura árabe en inglés y francés para la letra خ. Por ejemplo, en الخرطوم al-Khartoum (Jartum). Ello también ha dado lugar a confusión, como por ejemplo que خليفة jalifa a veces se pronuncia /kalifa/. El alifato se usa para escribir el idioma árabe, pero también el persa y el urdu. Asimismo, kh representa /x/ en las transcripciones de la letra Х del alfabeto cirílico, usado para el bielorruso, el ruso y el ucraniano.

### Lenguas indoarias y dravidas
En las transcripciones de las lenguas indoarias y dravidas, representa una oclusiva velar sorda aspirada ( /kh/ ). Por ejemplo, पोखरा Pōkharā (Pokhara), pronunciado /pokʰərɑː/. 

### Hebreo
Kh también es la transcripción de la letra ח (ḥet) del hebreo sefardí, es decir, una fricativa faríngea sorda, /ħ/. También se usa para transcribir la letra hebrea כ (kaf) en los casos en que la letra sufre una lenición. 

### Alfabeto cirílico
Frecuentemente se usa Rusia, Ucrania y Bielorrusia, todos escritos únicamente en alfabeto cirílico, el dígrafo es equivalente a la letra cirílica х.
En el periodo que el idioma osetio usó el alfabeto latino (de 1923 a 1937), se usaba para /kʼ/.

### Tlingit
En el idioma tlingit de Canadá kh representa /qʰ/, que en Alaska se escribe k.